# Baron Essendon

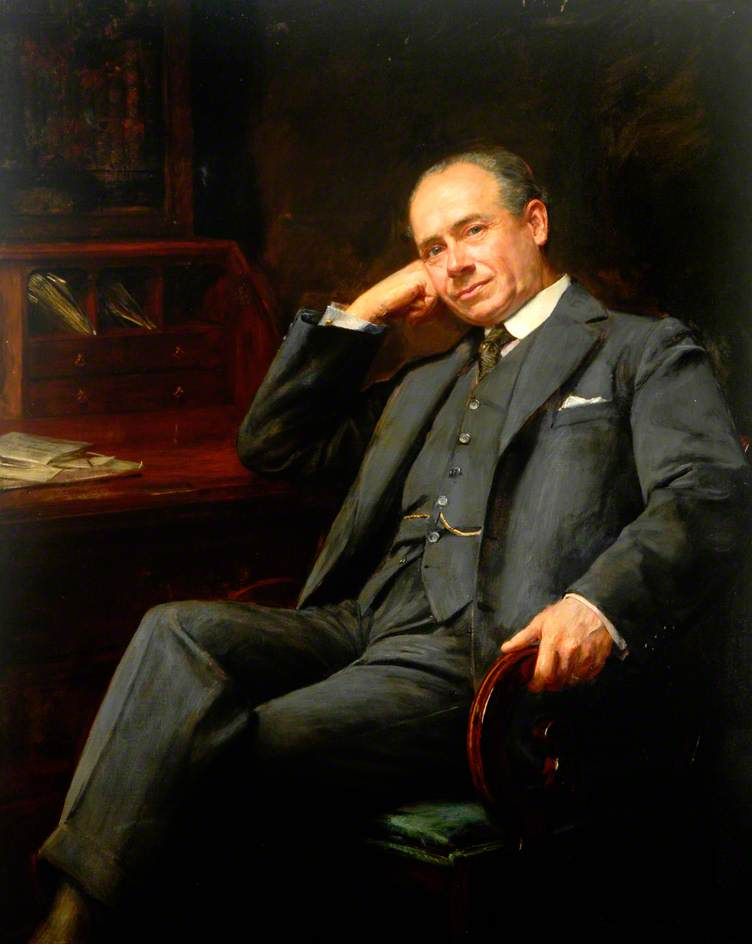
Frederick Lewis, 1. Baron Essendon

Baron Essendon, of Essendon in the County of Hertford, war ein erblicher britischer Adelstitel in der Peerage of the United Kingdom.
Der Titel wurde am 20. Juni 1932 für den Reeder Sir Frederick Lewis, 1. Baronet, geschaffen. Diesem war bereits am 11. Februar 1918 in der Baronetage of the United Kingdom der dortan nachgeordnete Titel Baronet, of Essendon Place in the County of Hertford, verliehen worden.
Beide Titel erloschen beim Tod seines einzigen Sohnes, des 2. Barons, der ein bekannter Autorennfahrer war, am 18. Juli 1978.

## Liste der Barons Essendon (1932)
- Frederick William Lewis, 1. Baron Essendon (1870–1944)
- Brian Edmund Lewis, 2. Baron Essendon (1903–1978)